# Stazione di Velletri
La stazione di Velletri è il principale scalo ferroviario della città di Velletri e il capolinea della linea Roma-Velletri. È per frequenza di convogli e numero di passeggeri la stazione più importante dell'area dei Castelli Romani.

## Storia
La stazione di Velletri venne attivata nel 1862, come parte della linea "Pio-Latina", che da Roma conduceva al confine napoletano.
Nel 1892, con l'attivazione della linea diretta fra Ciampino e Segni, la lunga tratta via Velletri venne declassata a linea d'interesse locale, e così anche la stazione veliterna si trovò esclusa dai collegamenti a lunga percorrenza; tuttavia nello stesso anno venne attivata la ferrovia Velletri-Terracina, anch'essa d'interesse locale.
Il 15 dicembre 1948 venne attivato l'esercizio a trazione elettrica, con linea aerea alla tensione di 3000 V.
Lo sviluppo del trasporto automobilistico portò nel 1957 alla chiusura delle linee per Segni e per Terracina. Velletri rimase collegata esclusivamente alla linea per Roma che stava diventando sempre più importante per il trasporto pendolare e suburbano.
Il 7 settembre 1980 papa Giovanni Paolo II ha visitato la stazione, voluta circa centoventi anni prima dal suo predecessore Pio IX.

## Strutture e impianti
La gestione degli impianti è affidata a Rete Ferroviaria Italiana.
Il fabbricato viaggiatori è un edificio a due piani, opera dell'architetto Giulio Magni. La Sala d'attesa, posta al piano terra, è accessibile attraverso tre porte affacciate sul piazzale antistante. All'interno sono presenti le antiche scritte installate nel periodo immediatamente successivo all'inaugurazione della stazione, nonché le biglietterie.
Al lato sinistro del fabbricato viaggiatori (osservando dalle banchine) si trova l'ex scalo merci, un grosso edificio recentemente recuperato, mentre alla sua destra sorge la sala d'attesa delle autolinee urbane e interurbane.
L'impianto è dotato di sette binari di cui uno non elettrificato, terminante nell'ex scalo merci e tre destinati al servizio viaggiatori, serviti da altrettante banchine di cui una sola è parzialmente coperta da una pensilina. I restanti tre binari – anch'essi non elettrificati – sono riservati alla Plasser, azienda nota nel panorama ferroviario italiano per la manutenzione dell'armamento, i cui locali sorgono poco distanti dal fabbricato viaggiatori. La vecchia piattaforma girevole e la vecchia "pesa" non sono più utilizzabili.
Sempre vicino alla stazione è presente il Dopolavoro ferroviario con circolo culturale, libreria, scuola di dama, di biliardo e palestra, teatro di numerosi iniziative.
Di singolare bellezza è il viadotto sul Fosso San Tommaso, un imponente ponte che sorvola le campagne veliterne tra le stazioni di Velletri e di Sant'Eurosia. Fabbricato in Inghilterra e interamente composto da metallo, fu acquistato dal Vaticano.

## Movimento
La stazione di Velletri conta su un vasto movimento pendolare verso la capitale, e di rimando di un forte flusso studentesco da parte delle città attraversate dalla linea ( Lanuvio, Genzano di Roma, Pavona ) i cui studenti frequentano gli istituti superiori di Velletri. Al mattino vi sono una media di due treni/orari nelle ore di punta (prima partenza alle ore 5.00), tutti con destinazione Stazione di Roma Termini. Nel pomeriggio, invece, con l'orario 2016 di Trenitalia le partenze sono cadenzate ogni trenta minuti con destinazioni alternate Roma Termini e Roma Tiburtina. Tutti i treni sono classificati come Regionali. Da molti anni è stato sospeso il servizio merci, anche se il fascio binari è movimentato dalle manovre delle macchine dell'azienda Plasser e Theurer, leader nella manutenzione dei binari.

## Servizi
La stazione, che RFI classifica nella categoria "Silver", dispone di:
- Biglietteria automatica
- Sala d'attesa
- Servizi igienici
- Bar

## Interscambi
- Fermata autobus COTRAV e COTRAL
- Stazione taxi